# Letiště Sjunik
Letiště Sjunik (arménsky օդանավակայան Սյունիկ; IATA: TBA) je letiště na jihovýchodě Arménie. Nachází se v blízkosti města Kapanu. 
Letiště bylo využíváno v sovětských dobách. 
Po dlouhé pauze se první let Jerevan – Kapan uskutečnil 8. června 2017, po 27 letech. V současné době probíhá výstavba nové budovy letiště a rekonstrukce přistávací dráhy, která bude prodloužena na asi 2000 metrů. 
Otevření je naplánováno na rok 2020. Letiště bude obsluhovat vnitrostátní lety.